# Richard Briers
Richard David Briers (Merton, 14 januari 1934 – Londen, 17 februari 2013) was een Engels acteur.
Zijn eerste hoofdrol speelde hij in de serie Marriage Lines, die liep van 1961 tot en met 1966, maar het was pas vanaf de jaren zeventig dat hij grote bekendheid verwierf dankzij zijn rol in The Good Life, een sitcom op de BBC, door de VARA uitgezonden onder de titel Terug naar de natuur. Hij speelde hier samen met Felicity Kendal een milieubewust echtpaar. In de jaren tachtig speelde hij de hoofdrol in Ever Decreasing Circles en na het jaar 2000 had hij nog een belangrijke rol in Monarch of the Glen. Hij huwde met actrice Ann Davies. Een van hun twee dochters, Lucy, werd eveneens actrice.
Hij speelde in veel speelfilms, televisiefilms en -series, zoals Midsomer Murders, Inspector Morse en Watership Down. Ook trad hij op in toneelstukken van William Shakespeare onder regie van Kenneth Branagh.
Toen hij in 2003 stopte met roken, beweerde hij in zijn leven een half miljoen sigaretten te hebben gerookt. Op 17 februari 2013 overleed hij thuis aan de gevolgen van emfyseem.